# 三碲化二砷
三碲化二砷是一种含砷的无机化合物，化学式As2Te3。

## 制备
三碲化二砷由碲单质和砷在500℃下直接化合，产物在220～280℃冷却得到。